# Maometto ossia il fanatismo
Maometto ossia il fanatismo (Le fanatisme, ou Mahomet le prophète) è una tragedia di Voltaire scritta nel 1736 e rappresentata per la prima volta dalla compagnia di La Noue a Lilla il 25 aprile 1741, quindi a Parigi il 9 agosto 1742.

## L'opera
L'opera è un atto di accusa contro l'islam: attraverso il personaggio di Maometto, abile e crudele guida militare e religiosa, l'autore denuncia il fanatismo e l'integralismo religioso dell'Islam. Il suo reale obiettivo però rimane quello di denunciare ogni forma di fanatismo, in particolare quello del clero a lui contemporaneo. Dedica difatti con sottile ironia l'opera a papa Benedetto XIV, da lui considerato un fanatico estremista. Il papa, tra l'altro uno dei più colti e illuminati pontefici del suo tempo, non coglie la sottigliezza della dedica, che accetta ben volentieri in nome dell'antica diffidenza ecclesiastica nei confronti della religione islamica.

## Storia editoriale
L'opera fu più volte censurata tra il 1741 e il 1748, destino comune a molte opere di Voltaire che spesso criticava la religione, i fedeli e filosofi famosi.
Nel dicembre del 2005, poche settimane dopo la controversia sulle caricature di Maometto sul Jyllands-Posten (30 settembre), una messa in scena della tragedia a Saint-Genis-Pouilly, Ain, Francia, provocò la richiesta di cancellazione da parte islamica e proteste fuori dal teatro.

## Trama
L'azione si svolge alla Mecca nel 622: la città è ormai accerchiata dalle truppe di Maometto e sta per cadere. I personaggi sono:
- Zopire, principe della città della Mecca.
- Phanor, fedele consigliere di Zopire
- Palmire, schiava di Maometto rapita da Zopire.
- Séide, giovane schiavo di Maometto.
- Omar, già persecutore di Maometto, poi divenuto il suo miglior luogotenente

Phanor prende atto della grave situazione della città e consiglia a Zopire di arrendersi e siglare la pace, per salvare il salvabile. Zopire è però contrario e pronto alla morte perché odia Maometto che gli ha ucciso la moglie e rapito i suoi due figli - che crede morti -, sentimento ricambiato dal momento che lo stesso Zopire con una sortita ha ucciso a Maometto l'unico figlio e rapito la sua schiava Palmire, che ora vive prigioniera nel suo palazzo.
Zopire parla a Palmire che racconta di considerare Maometto un padre poiché non ha conosciuto i genitori ed è stata cresciuta nel suo campo, mentre Zopire le rivela di aver perso i suoi figli. Palmire chiede anche di essere liberata per tornare da Maometto che oltre che padre è per lei anche il profeta di Dio che adora. Zopire cerca allora di dissuaderla, pregandola di liberarsi da quella che lui chiama superstizione, ma inutilmente.
Mentre Zopire e Palmire stanno ancora conversando, Phanor annuncia l'arrivo in città di Omar; questi è accompagnato da Séide, offerto in ostaggio per parlamentare.
Dopo un acido scambio di accuse, Omar offre la pace a Zopire e gli chiede inutilmente di convertirsi; poi gli annuncia che Maometto in persona vuole parlargli. I due quindi vanno davanti al Senato a cui è demandata l'ultima decisione sulla resa della città.
Séide e Palmire si incontrano, parlano del loro amore e della fede in Maometto a cui si rimettono fiduciosi per ottenere la libertà.
Omar tranquillizza Séide e Palmire non solo promettendo di liberarli presto, ma annunciando anche che lo stesso Maometto è in arrivo con una scorta perché, grazie alla sua trattativa, gli sono state aperte le porte della città. Accusa quindi Zopire di blasfemia.
Sopraggiunge Maometto e Séide e Palmire gli dichiarano la loro devozione. Quindi Maometto tranquillizza Palmire e la congeda e poi chiede a Séide di unirsi agli altri guerrieri.
Rimasto solo con Omar, Maometto gli chiede cosa pensi di Palmire e Séide. Omar risponde che, come e più di tutti gli schiavi da loro allevati da bambini, sono pronti a tutto per Maometto. Questi precisa allora di desiderare Palmire come sposa e di vedere Séide come un rivale in amore e svela anche che in realtà i due sono fratello e sorella e figli di Zopire.
Maometto e Zopire si incontrano. Zopire accusa Maometto di aver portato la discordia nella città e questi gli risponde apertamente:
je ne ferais parler que le dieu qui m'inspire;

le glaive et l'alcoran, dans mes sanglantes mains,

imposeraient silence au reste des humains;

ma voix ferait sur eux les effets du tonnerre,

et je verrais leurs fronts attachés à la terre:

mais je te parle en homme, et sans rien déguiser;

je me sens assez grand pour ne pas t'abuser.

Vois quel est Mahomet : nous sommes seuls; écoute:

je suis ambitieux; tout homme l'est, sans doute;

mais jamais roi, pontife, ou chef, ou citoyen,

ne conçut un projet aussi grand que le mien.

Chaque peuple à son tour a brillé sur la terre,

par les lois, par les arts, et surtout par la guerre;

le temps de l'Arabie est à la fin venu.

Ce peuple généreux, trop longtemps inconnu,

laissait dans ses déserts ensevelir sa gloire;

voici les jours nouveaux marqués pour la victoire.

Vois du nord au midi l'univers désolé,

la Perse encor sanglante, et son trône ébranlé,

l'Inde esclave et timide, et l'Égypte abaissée,

des murs de Constantin la splendeur éclipsée;

vois l'empire romain tombant de toutes parts,

ce grand corps déchiré, dont les membres épars

languissent dispersés sans honneur et sans vie:

sur ces débris du monde élevons l'Arabie.

Il faut un nouveau culte, il faut de nouveaux fers;

il faut un nouveau dieu pour l'aveugle univers.»
lascerei parlare il dio che mi ispira;

la spada ed il corano, nelle mie mani insanguinate,

imporrebbero il silenzio ad ogni altro uomo;

la mia voce avrebbe su loro l'effetto di un tuono,

e vedrei le loro fronte abbassarsi fino a terra:

ma io voglio parlarti da uomo, e senza nascondermi;

mi sento forte abbastanza per non prenderti in giro.

Ecco chi è Maometto: siamo soli; ascolta:

sono ambizioso; tutti gli uomini lo sono, senza dubbio;

ma mai re, pontefice o capo o cittadino,

ha mai concepito un progetto così grande come il mio.

Ogni popolo ha brillato sulla terra quando è venuto il suo momento,

per le sue leggi, per la sua arte e soprattutto per la guerra;

finalmente è giunto anche il tempo per l'Arabia.

Questo popolo generoso, per troppo tempo ignorato,

ha lasciato nei suoi deserti seppellire la sua gloria;

ecco i giorni nuovi segnati dalla vittoria.

Guarda da nord a mezzogiorno l'universo desolato,

la Persia ancora insanguinata, con il suo trono vacillante,

l'India schiava e timida, e l'Egitto sottomesso,

dei bastioni di Costantino lo splendore eclissato;

vedi l'impero romano che cade a pezzi,

quel grande corpo lacerato, le cui membra sono sparpagliate

languire disperse senza onore e senza vita:

su queste macerie del mondo solleviamo l'Arabia.

È necessario un nuovo culto, sono necessari nuovi strumenti;

c'è bisogno di un nuovo dio per il cieco universo.»
(Atto II, scena V)
Quindi Maometto cerca di portare Zopire dalla sua parte prima con le buone, poi con le minacce e in ultimo lo ricatta rivelandogli che i suoi figli, creduti morti, sono suoi schiavi e per consentirgli di riabbracciarli gli chiede di dare l'esempio facendosi musulmano. Ma Zopire, pur soffrendo, rifiuta di cedere al ricatto e va via.
Maometto si incontra con Omar per decidere su come vendicarsi di Zopire senza scoprirsi per non inimicarsi la città. Allora, scaltramente, Omar gli suggerisce di utilizzare come sicario Séide perché, in qualità di ostaggio, è ospite di Zopire e quindi lo può avvicinare, anche perché il fanatismo proprio della sua giovane età lo rende facilmente manipolabile:
pour s'exposer à tout ont trop d'expérience;

ils sont tous dans cet âge où la maturité

fait tomber le bandeau de la crédulité;

il faut un coeur plus simple, aveugle avec courage,

un esprit amoureux de son propre esclavage:

la jeunesse est le temps de ces illusions.

Séide est tout en proie aux superstitions;

c'est un lion docile à la voix qui le guide.»
per esporsi a questo hanno troppa esperienza;

hanno tutti un'età in cui la maturità

fa cadere il sogno della credulità;

c'è bisogno di uno spirito più semplice, cieco ma coraggioso,

uno spirito innamorato della sua stessa schiavitù:

la gioventù è il tempo di queste illusioni.

Séide è posseduto dalle superstizioni;

è un leone docile alla voce che lo guida.»
(Atto II, scena VI)
A Maometto piace l'idea, sia perché detesta Séide, sia perché vedrebbe ucciso Zopire per mano del suo stesso figlio.
Séide svela a Palmire che gli sarà affidata una missione. Le dice anche di ammirare Zopire dopo avergli parlato. Ha però paura per quello che lo attende ma dopo essersi confessato il loro amore è la stessa Palmire a incoraggiarlo a eseguire gli ordini che gli verranno dati.
Palmire, sola, ammette con sé stessa di avere uno strano presentimento e di avere orrore, nel profondo del suo cuore, per Maometto.
Palmire incontra Maometto che si accorge del suo spirito combattuto. Palmire gli confessa, inoltre, di essere pronta a sacrificarsi per Séide. Maometto allora gli assicura che il loro destino dipende dal successo della missione che sarà affidata a Séide. A queste parole Palmire si incarica di incoraggiarlo facendo leva sul reciproco amore.
Maometto, solo, si infuria perché ama la figlia del suo nemico.
Omar tranquillizza Maometto su come procedono le cose, soprattutto perché Palmire sta eccitando lo spirito di Séide infondendogli quel furore necessario per compiere il compito che gli sarà affidato.
Maometto parla a Séide. Prima si fa promettere da Séide di eseguire qualsiasi ordine e poi gli svela la persona da uccidere. Al sentire il nome di Zopire, lo spirito di Séide vacilla. Maometto allora lo rimprovera ricordandogli che si tratta di un ordine divino, come la richiesta ad Abramo di sacrificare il suo unico figlio. Così se Abramo era disposto a sacrificare il figlio, tanto più Séide può uccidere un nemico del suo dio, anche considerando che il premio è la mano di Palmire. Seide gli promette di obbedire e va via seguito di nascosto da Omar per volere dello stesso Maometto.
Séide riflette da solo: è dispiaciuto per Zopire, ma d'altra parte è un ordine divino.
Zopire vede Séide e si accorge che sta soffrendo, promettendosi di vegliare sul giovane gli si avvicina sperando di non essere rifiutato. Séide si dice commosso e Zopire si dice felice di poter aiutare un cuore ferito, maledicendo chi sparge il sangue di un uomo. Séide è sempre più combattuto.
Omar, avvedendosi del tentennamento del giovane, affronta Séide chiamandolo traditore e dicendogli che è atteso da Maometto. Mentre va da Maometto, Séide si ripromette di rifiutare l'ordine che aborrisce.
Zopire vede Séide allontanarsi e ha pietà per lui così decide di seguirlo.
Phanor porta un biglietto a Zopire datogli da un arabo: è di Hercide, il soldato che lo ha tradito rapendo i figli, che vuole parlargli.
Omar avverte Maometto che la loro trama sta per essere scoperta perché Séide si è confidato con Hercide e questi, che nonostante tutto ama il ragazzo come un padre, può denunciarli. Allora Maometto decide di giocarsi il tutto per tutto: in un'ora o sarà giustiziato o Zopire sarà morto e tutti i cittadini adoreranno un nuovo dio. Così decidono di mettere fretta a Séide e di somministrargli un veleno con effetto ritardato che gli darà giusto il tempo di commettere il crimine prima di morire, così da non lasciare testimoni. Alla fine giunge anche Séide, sempre indeciso.
Maometto parla a Séide e lo convince nuovamente a commettere l'omicidio.
Séide incontra Palmire. I due parlano e alla fine per amore di Palmire e per fede in Maometto Séide si decide ad andare fino in fondo. A questo punto intravedono Zopire che va a inginocchiarsi ai piedi di un altare.
Palmire e Séide si avvicinano di nascosto all'altare e ascoltano Zopire pregare: invoca i suoi dei e per questo i due giovani lo giudicano blasfemo, poi sentono il principe rimpiangere i figli e si dice felice di poterli rivedere anche se solo in punto di morte. A questo punto Séide estrae il pugnale mentre Palmire, commossa, cerca di dissuaderlo. Ma Séide è ormai un invasato e colpisce invocando il cielo. Séide ritorna, ma è confuso e debole ma poi si riprende: il veleno comincia a fare effetto. Séide, sconvolto, racconta a Palmire che Zopire, dopo essere stato colpito, aveva rivolto verso di lui uno sguardo dolce e compassionevole. Nel frattempo, benché ferito, faticosamente Zopire si avvicina a loro e Palmire gli va incontro per sorreggerlo.
Sopraggiunge Phanor che ha appena incontrato Hercide e riferisce che, prima di spirare in seguito a un attentato, ha fatto appena in tempo di svela che Séide e Palmire sono fratello e sorella e figli di Zopire chiedendogli di affrettarsi per evitare il parricidio. Zopire, morente, abbraccia i suoi figli: la sua ultima preghiera è stata esaudita. Poi li incoraggia assicurando loro che il popolo, saputo quanto è successo, sarà nonostante tutto al loro fianco e contro Maometto.
Sopraggiunge Omar che ordina ai suoi soldati di arrestare Séide per ordine di Maometto. Accusato da Palmire di essere il mandante, Omar nega e le ordina di ritirarsi. Phanor, solo con Zopire, gli riferisce che la folla in armi sta accorrendo per difenderlo.
Omar fa il punto della situazione con Maometto: Zopire sta morendo; il popolo è in rivolta ma le loro armate, approfittando del buio della notte, sono alle porte della città; Séide è al sicuro in prigione dove presto morirà per il veleno; Palmire è nei suoi appartamenti a sua disposizione. Non sanno, però, che Zopire, Séide e Palmire sanno di essere padre e figli.
Maometto va da Palmire con la speranza di farle dimenticare Séide e farne la sua sposa. Ma Palmire gli si rivolta contro:
bourreau de tous les miens, va, ce dernier outrage

manquait à ma misère, et manquait à ta rage.

Le voilà donc, grand dieu! Ce prophète sacré,

ce roi que je servis, ce dieu que j'adorai!

Monstre, dont les fureurs et les complots perfides

de deux coeurs innocents ont fait deux parricides;
de ma faible jeunesse infâme séducteur,

tout souillé de mon sang, tu prétends à mon coeur?

Mais tu n'as pas encore assuré ta conquête;

le voile est déchiré, la vengeance s'apprête.

Entends-tu ces clameurs? Entends-tu ces éclats?

Mon père te poursuit des ombres du trépas.

Le peuple se soulève; on s'arme en ma défense;

leurs bras vont à ta rage arracher l'innocence.

Puissé-je de mes mains te déchirer le flanc,

voir mourir tous les tiens, et nager dans leur sang!

Puissent la Mecque ensemble, et Médine, et l'Asie,

punir tant de fureur et tant d'hypocrisie?

Que le monde, par toi séduit et ravagé,

rougisse de ses fers, les brise, et soit vengé!

Que ta religion, qui fonda l'imposture,

soit l'éternel mépris de la race future!

Que l'enfer, dont tes cris menaçaient tant de fois

quiconque osait douter de tes indignes lois;

que l'enfer, que ces lieux de douleur et de rage,

pour toi seul préparés, soient ton juste partage!

Voilà les sentiments qu'on doit à tes bienfaits,

l'hommage, les serments, et les voeux que je fais!»
assassino della mia famiglia, via, quest'ultimo oltraggio

mancava alla mia misera condizione, e mancava alla tua rabbia.

Gran dio, eccoci al dunque! Questo profeta sacro,

questo re che ho servito, questo dio che ho adorato!

Mostro, il cui furore ed i perfidi complotti

hanno trasformato due innocenti in due parricidi;

seduttore infame della mia debole inesperienza,

ancora sporco del mio sangue, pretendi di avere il mio cuore?

Ma non hai ancora vinto;

il velo è stato tolto, la vendetta si avvicina.

Senti questi tumulti? Senti queste grida?

Mio padre ti perseguita dalle ombre dell'al di là.

Il popolo si solleva; si arma in mia difesa;

le loro braccia strapperanno l'innocente dalla tua rabbia.

Che io possa con le mie stesse mani aprirti il fianco,

veder morire tutta la tua famiglia, e nuotare nel loro sangue!

Potranno la Mecca insieme a Medina ed all'Asia,

punire tutta questa furia e tutta questa ipocrisia?

Che il mondo, da te sedotto e sconvolto,

ribellarsi al tuo giogo, liberarsi, e vendicarsi!

Che la tua religione, che si fonda sull'impostura,

sia la vergogna eterna di tutta la tua discendenza!

Che l'inferno, che tu hai tante volte invocato

contro chi osava dubitare delle tue indegne leggi;

che l'inferno, luogo di dolore e di rabbia,

per te solo preparato, sia la tua giusta ricompensa!

Questi sono i sentimenti che ripagano le tue imprese,

gli omaggi, i giuramenti e i voti che faccio!»
(Atto V, scena II)
Omar arriva e avverte Maometto che la loro trama è stata scoperta e il popolo è in rivolta contro di lui, istigato dallo stesso Séide liberato dalla prigione. Maometto, a questo punto, prende la situazione in mano e lo ammonisce a non aver paura assicurandolo che risolverà la situazione da solo.
Séide accusa Maometto e incita il popolo a vendicare Zopire. A questo punto Maometto si mostra alla folla e chiede a tutti di passare alla sua parte e sfidando Séide (che a sua volta accusa di blasfemia) chiedendo un segno dal cielo:
(atto V, scena IV)
In quel momento il giovane ha un'altra crisi per l'effetto del veleno, che Maometto dice essere il segno chiesto. Il popolo ne rimane impressionato e retrocede. Palmire mentre soccorre il fratello cerca di incitarli ancora, ma inutilmente: Maometto ormai ha la folla in pugno. Séide spira e Palmire, disperata, si uccide con il suo pugnale e le sue ultime parole sono per Maometto:
Je cesse de te voir, imposteur exécrable.

Je me flatte, en mourant, qu'un dieu plus équitable

réserve un avenir pour les coeurs innocents.

Tu dois régner; le monde est fait pour les tyrans.»
Smetto di vederti, esecrabile impostore.

Mi auguro, morendo, che un dio più giusto

reservi un futuro per i cuori innocenti.

Tu devi regnare; il mondo è fatto per i tiranni..»
(atto V, scena IV)
E Maometto:
Je me vois arracher le seul prix de mon crime.

De ses jours pleins d'appas détestable ennemi,

vainqueur et tout-puissant, c'est moi qui suis puni.

Il est donc des remords! ô fureur! ô justice!

Mes forfaits dans mon coeur ont donc mis mon supplice!

Dieu, que j'ai fait servir au malheur des humains,

adorable instrument de mes affreux desseins,

toi que j'ai blasphémé, mais que je crains encore,

je me sens condamné, quand l'univers m'adore.

Je brave en vain les traits dont je me sens frapper.

J'ai trompé les mortels, et ne puis me tromper.

Père, enfants malheureux, immolés à ma rage,

vengez la terre et vous, et le ciel que j'outrage.

Arrachez-moi ce jour, et ce perfide coeur,

ce coeur né pour haïr, qui brûle avec fureur.

(à Omar.)

et toi, de tant de honte étouffe la mémoire;

cache au moins ma faiblesse, et sauve encor ma gloire:

je dois régir en dieu l'univers prévenu;

mon empire est détruit si l'homme est reconnu.»
Mi vedo privato del solo premio del mio crimine.

De ses jours pleins d'appas détestable ennemi,

vincitore e onnipotente, sono io ad essere punito.

Sono quindi i rimorsi! O furore! O giustizia!

Le mie debolezze hanno dunque messo il supplizio nel mio cuore!

Dio, che io faccio servire per il male dell'umanità,

adorabile strumento dei miei terribili progetti,

te che ho offeso, ma che ancora temo,

mi sento condannato, anche se l'universo mi adora.

Io sfido invano *les traits* da cui mi sento colpito.

Io che ho preso in giro i mortali, ma non mi posso prendere in giro.

Padre, figli sfortunati, immolati alla mia rabbia,

vendicate la terra e voi stessi, ed il cielo che oltraggio.

Privatemi di questo giorno, e di questo perfido cuore,

questo cuore nato per odiare, che brucia con furore.

(rivolto ad Omar.)

e tu, di tutta questa vergogna cancella la memoria;

nascondi almeno la mia debolezza, e salva ancora la mia gloria:

je dois régir en dieu l'univers prévenu ;

il mio impero è distrutto se l'uomo fosse conosciuto.»
(atto V, scena IV)

## LetteraA Frédéric II, roi de Prusse
Nel dicembre 1771 Voltaire indirizzò da Rotterdam una lettera a Federico II, re di Prussia per illustrargli la sua recente tragedia Maometto ossia il fanatismo.
Nella missiva, dopo aver omaggiato il suo mecenate, Voltaire spiega il fine della sua opera:
(Voltaire, Lettera a Federico II re di Prussia)
Dopo aver ricordato che il rischio di crimini addebitabili al fanatismo minacciano sempre l'umanità, descrive succintamente la trama della tragedia:
(Voltaire, Lettera a Federico II re di Prussia)
Successivamente parla del fanatismo, elencando una serie di attentati per dimostrare che sono soprattutto i giovani ad attuarli:
(Voltaire, Lettera a Federico II re diPrussia)
affermando, poi, che il fanatismo è frutto della superstizione:
(Voltaire, Lettera a Federico II re di Prussia)
elenca, quindi, diverse vittime illustri del fanatismo: Socrate, Descartes, Bayle, Leibnitz.
Dopo aver ricordato che alcuni paragonano Maometto a Teseo e a Numa, lui invece lo giudica molto duramente:
(Voltaire, Lettera a Federico II re di Prussia)
Quindi parla della trama, ammettendo che i fatti narrati non sono storicamente provati, ma la cosa gli appare di secondaria importanza perché, secondo lui, sono nelle corde di Maometto come personaggio storico e soprattutto dei costumi dell'epoca:
(Voltaire, Lettera a Federico II re di Prussia)
Voltaire conclude la sua lettera affermando di sentirsi già soddisfatto se questa sua tragedia potesse mettere in guardia qualche giovane dai rischi del fanatismo e poi ringraziare nuovamente il Re.